# The Cribs
The Cribs是英國的一個三人組獨立搖滾樂隊。樂隊有雙胞胎兄弟，低音結他手兼和音Gary Jarman和主音兼結他手Ryan Jarman以及他們的弟弟鼓手Ross Jarman組成。
三人不夠十歲便製作了第一張Home-made唱片給家人聆聽。在家人的「不反對狀態」下，The Cribs最終能夠在Wichita得到一紙合約。由2004年的首張專輯The Cribs至2005年的The New Fellas，The Cribs竟能近乎毫無偏差地奏出悅耳又耐聽的旋律，每首歌曲無論獨立聆聽或者把整張專輯反覆播放一整天，聆聽者也會得到歡愉恩羡的滿足感。The Cribs原定有4名成員，但結他手Johnny Marr於2011離隊。樂隊迄今已發行四張專輯，其中最近的專輯Ignore The Ignorant獲得全英排行榜第8位。
The Cribs於千嬉年成軍，音樂風格以流行、前衛為主，但Gary Jarman稱，自己不太愛聽時下的流行曲，因商業味太重，而且大部分都與搖滾無關，略感失望，反而較常聽非洲音樂，而最喜歡的樂隊則是披頭四。

## 外部連結
- The Cribs official site（页面存档备份，存于）